# Зайці Другі
Зайці́ Другі —  село в Україні, у Великорублівській сільській громаді Полтавського району Полтавської області. Населення становить 75 осіб. До 2020 орган місцевого самоврядування — Милорадівська сільська рада.

## Географія
Село Зайці-Другі знаходиться за 1,5 км від лівого берега річки Ковжижа, на відстані 1 км розташовані села Глобівка, Милорадове та Назаренки. Через село проходить автомобільна дорога Т 1707.

## Населення

### Мова
Розподіл населення за рідною мовою за даними перепису 2001 року:
| Мова       | Кількість | Відсоток |
| ---------- | --------- | -------- |
| українська | 73        | 97.33%   |
| російська  | 2         | 2.67%    |
| Усього     | 75        | 100%     |

## Історія
12 червня 2020 року, відповідно до розпорядження Кабінету Міністрів України № 721-р «Про визначення адміністративних центрів та затвердження територій територіальних громад Полтавської області», село увійшло до складу Великорублівської сільської громади.
19 липня 2020 року, в результаті адміністративно - територіальної реформи та ліквідації  Котелевського району, село увійшло до складу новоутвореного Полтавського району.